# Wohn- und Wirtschaftsgebäude Bardenfleth 32
Das Wohn- und Wirtschaftsgebäude Bardenfleth 32 im niedersächsischen Elsfleth, Ortsteil Moorriem, Bauerschaft Bardenfleth, im Landkreis Wesermarsch, stammt aus dem 16. Jahrhundert.

Aktuell (2023) wird es als Wohnhaus und wohl gewerblich  genutzt.
Das Gebäude steht unter Denkmalschutz (siehe auch Liste der Baudenkmale in Elsfleth).

## Geschichte
Die Marschhufensiedlung Moorriem mit der südlichen Bauerschaft Eckfleth erstreckt sich über etwa 16 Kilometer, wurde nach 1062 gegründet und erhielt im 14. Jahrhundert die heutige Struktur mit den schmalen, oft extrem langgestreckten Parzellen. Im Abstand von ca. 50 bis 100 Metern liegen zahlreiche Hofstellen auf Wurten.
Das eingeschossige giebelständige Wohn- und Wirtschaftsgebäude als Zweiständer-Hallenhaus in Fachwerk mit Backsteinausfachungen, mit reetgedecktem Krüppelwalmdach, das am Wirtschaftsgiebel auf gebogenen Knaggen vorkragt, sowie Niedersachsengiebeln mit Uhlenloch, stammt von 1590 und ist damit das älteste Bauernhaus im Landkreis und in der Wesermarsch. Der Wohnteil und die südliche Traufseite wurden in Backstein ersetzt und der Wohnteil um 1900 erneuert.
Auf der Anlage auf einer Wurt und auf einem baumbestandenen Grundstück stehen weitere nicht denkmalgeschützte Nebenanlagen und ein Wohnhaus.
Das Landesdenkmalamt befand: „… geschichtliche Bedeutung … als beispielhaftes Fachwerkhallenhaus des späten 16. Jhs.“